# 胡尼奇·约瑟夫
胡尼奇·约瑟夫（匈牙利語：Hunics József，1936年3月10日—2012年7月27日），匈牙利男子皮划艇运动员。他曾代表匈牙利参加1956年夏季奥林匹克运动会皮划艇比赛，获得男子双人划艇10000米铜牌。